# نیروی دریایی مکزیک
نیروی دریایی مکزیک (انگلیسی: Mexican Navy) نیروی دریایی زیرمجموعه نیروهای مسلح مکزیک است، که در سال ۱۸۲۱ تأسیس شد.